# 豊住芳三郎
豊住 芳三郎（とよずみ よしさぶろう、1943年7月11日 - ）は、フリー・ジャズ・ドラマー、パーカッション奏者、二胡奏者、即興演奏者である。神奈川県横浜市生まれ。1960年代、日本のフリー・ジャズ創成期より、国内外において多数のミュージシャンと演奏、招聘にも尽力している。

## 略歴
1963年、富樫雅彦に師事。1967年、ミッキーカーチス&サムライのドラマーとしてヨーロッパ・ツアーに参加する。1969年には、吉沢元治トリオや、高柳昌行のニュー・ディレクションに参加。1971年、AACMのメンバーとなる。ジョセフ・ジャーマン、ロスコー・ミッチェル、ダグラス・ユアートらと共演。
日本に帰国後、宮間利之とニューハードに参加。チャーリー・ミンガス『ミンガスとオーケストラ』、ツトム・ヤマシタ、佐藤允彦『ものみな壇ノ浦へ』、弘田三枝子などのアルバムに参加。
1972年、渡仏。アンソニー・ブラクストンのクリエイティヴ・ミュージック・オーケストラに参加。アラン・ショーター、ボビー・フュー、ボブ・リード、加古隆、グレン・スピアマン、ラファエル・ギャレット等と共演する。1974年、一時帰国し、ソロ・アルバム『メッセージ・トゥ・シカゴ』(TRIO)を製作。1975年4月、正式に帰国。同月、富樫雅彦のアルバム『スピリチュアル・ネイチャー』(イースト・ウィンド)に参加する。1977年、高橋悠治『僕は12歳』、湯浅譲二『湯浅譲二の個展』といったアルバムに参加。
1978年、阿部薫が命名した「オーバーハング・パーティー」というデュオでライブを展開。2月25日、4月15日（ファースト・セット、セカンド・セット）、4月30日に東京でのライブを録音した。直後、阿部薫死亡。ALMからレコード発売する際に、豊住芳三郎がデュオ名をタイトルとした。
2004年にイタリアのQbico社よりオーバーハング・パーティー (阿部薫 & Sabu Toyozum)による2枚組LP『Senzei 蝉脱』発表。1978年に発表されたものとは音源が別である。
その後、現在に至るまでさまざまなCD/LPを発表。またブエノスアイレス、オークランド、シドニー、香港、レバノン、ロンドン、フィリピン、台湾、ドイツ、イタリア、ベルギー、オーストリー、ブラジル、日本で即興演奏活動を続けている。

## ディスコグラフィ

### リーダー・アルバム
- 『メッセージ・トゥ・シカゴ』 (1974年、Trio)
- 『藻』 (1975年、Trio) ※サブタイトルは「1975年7月2日コンサート"七つの海"ライヴ」
- 『那由陀現成』 (1976年、Columbia) ※with 佐藤允彦、中川昌三、宮間利之とニューハード
- 『OVERHANG-PARTY - A Memorial To Kaoru Abe』 (1979年、ALM-Uranoia) ※ABE-TOYOZUMI-Duo名義。with 阿部薫
- 『ホワット・アー・ユー・トーキング・アバウト?』 - What Are You Talking About? (1983年、DIW) ※with トリスタン・ホンシンガー、近藤等則、ペーター・コヴァルト
- 『コスモス・ハズ・スピリット』 - Cosmos Has Spirit (1992年、Scissors) ※with ワダダ・レオ・スミス
- 『バール・フィリップス/灰野敬二/豊住芳三郎』 - Barre Phillips / Keiji Haino / Sabu Toyozumi (1994年、P.S.F.) ※with バール・フィリップス、灰野敬二
- 『Talk To The Spirit From The Spirit!』 (1999年、May 2nd) ※with 白石かずこ、ケミー西岡、尾山修一、ヒデオ森
- 『Fiktion』 (1999年、Studio Wee) ※with 片山広明、石渡明廣、不破大輔
- 『SABU BROTZMANN DUO』 (1999年、Improvised company) ※with ペーター・ブロッツマン、1982年5月東京録音[6]
- 『Live In Okayama 1987』 (2000年、Improvised Company) ※with デレク・ベイリー、ペーター・ブロッツマン
- 『Ars Longa Dens Brevis』 (2000年、Allelopathy) ※with フレッド・フリス、ジョン・ゾーン、Onnyk（金野吉晃）
- 『芳』 - Fragrance (2000年、自主制作) ※with ポール・ラザフォード、CD-R
- 『ソウル地下鉄ライブ・2001.4.28ドキュメント』 - Seoul Subway Live (2001年、Jabrec Art Music) ※with 八木橋司、佐藤行衞、CD-R
- 『SOUL BROTHERS』 (2001年、Hum Ha) ※with ケニー・ミリオンズ、梅津和時、CD-R
- 『Blue Skies』 (2002年、Hum Ha) ※with ケニー・ミリオンズ、CD-R
- Live In Japan 1997 (2003年、Qbico) ※with アーサー・ドイル、水谷孝
- 『The Crushed Pellet』 (2003年、Studio Wee) ※with 林栄一、大友良英
- 『SUBLIMATION / サブリメイション』 - Sublimation (2004年、Bishop)
- 『散華楽 クリエイティブ・イン・ホドガヤ Vol.11』 - Creative In Hodogawa Vol.11 - Sangeraku (2004年、May 2nd) ※with ジョン・ラッセル、ケミー西岡、尾山修一、野村おさむ、北山満智子、成瀬信彦
- Overhang Party / Senzei 蝉脱 (2004年、Qbico) ※ABE-TOYOZUMI-Duo名義。with 阿部薫、1978年録音
- 『Son's Scapegoat』 (2005年、Siwa) ※with EXIAS-J
- If Ocean Is Broken (2009年、Qbico) ※with 高木元輝
- 『深紅唇』 - Crimson Lip (2011年、Improvising Beings) ※with アラン・シルヴァ、ヒグチケイコ、谷川卓生
- 『蒼海』 - Blue Sea (2012年、Kaitai) ※with 加古隆、高木元輝、「蒼」は「さんずいに倉」
- 『新海』 - New Sea (2012年、Kaitai) ※with 加古隆、高木元輝
- 『交際 友情』 - Kosai Yujyo (2012年、Improvising Beings)
- 『ミシャ・サブ・デュオ 逍遥遊』 - The Untrammeled Traveler (2013年、Chap Chap) ※with ミシャ・メンゲルベルク
- Music Non-Stop (2014年、Nicole's Creative Artists Agency) ※with 李世揚
- The Sundance 2 (2014年、JaZt Tapes) ※with アブデルハル・ベナーニ、沖至、CD-R
- 『Dada 打、打』 (2015年、Chap Chap) ※with ハン・ベニンク
- The Conscience (2017年、NoBusiness) ※with ポール・ラザフォード
- 『Forestry Comrade』 (2017年、Chap Chap) ※with クラウディア・チェルベンカ、ジャン・ミシェル・ヴァン・ショウブルグ
- 『無為自然』 - Empty Spontaneity (2017年、Chap Chap) ※with ジョン・ラッセル
- Mannyoka (2018年、NoBusiness) ※with 阿部薫
- Burning Meditation (2018年、NoBusiness) ※with ワダダ・レオ・スミス
- 『Preludes And Prepositions』 (2018年、Chap Chap) ※with リック・カントリーマン、サイモン・タン
- 『JYA-NE』 (2018年、Not On Label) ※with リック・カントリーマン
- 『The Center Of Contradiction』 (2018年、Chap Chap) ※with リック・カントリーマン、サイモン・タン
- Banka (2018年、NoBusiness) ※with 阿部薫
- 『かのようにもう一度』 - As If Once More (2018年、Klopotec) ※with クラウディア・チェルベンカ
- 『上善若水』 - As Good As Water  (2018年、好有感覺音樂、Step Back Trax) ※with 謝明諺、李世揚
- Search For The Five Senses (2018年、Sol Disk) ※with リック・カントリーマン
- 『THE AIKI 合気』 (2019年、NoBusiness) ※with 佐藤允彦
- 『太陽を追う』 - Chasing the Sun (2019年、Chap Chap)
- Sol Abstraction (2019年、Sol Disk) ※with リック・カントリーマン
- 『Blue Incarnation』 (2019年、Chap Chap) ※with リック・カントリーマン、トゥサ・モンテス
- Hokusai (2020年、NoBusiness) ※with マッツ・グスタフソン
- reAbstraction (2020年、FMR) ※with サイモン・タン、ヨン・ヤンセン、リック・カントリーマン
- 『Voices of the Spirit』 (2020年、Chap Chap) ※with サイモン・タン、リック・カントリーマン、ヨン・ヤンセン
- I Am Village (2020年、FMR)
- 『Future Of Change』 - Future Of Change (2020年、Chap Chap) ※with リック・カントリーマン、ヨン・ヤンセン
- Turtle Bird (2020年、FMR) ※with リック・カントリーマン、サイモン・タン